# Геб
Геб (греч. Σηβ или Κηβ) — бог земли в древнеегипетской мифологии, сын бога воздуха Шу и богини влаги Тефнут. Брат и муж Нут и отец Осириса, Исиды, Сета и Нефтиды. Хнум Душой представлялся душой Ба. Считалось, что Геб — добрый бог; он охраняет живых и умерших от живущих в земле змей, на нём растут все необходимые людям растения, из него выходит вода (Нил). Был связан с царством мёртвых, а его титул «князь князей» давал ему право считаться правителем Египта.

## Изображения
Обычно изображался в виде человека с короной Верхнего (хеджет) или Нижнего (дешрет) Египта на голове. Иногда Геба изображали с зелёным лицом.

## Мифология

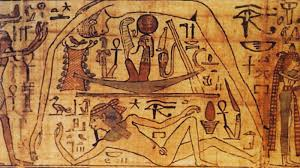
Фрагмент папируса с изображением Геба и Нут

Геб принадлежал к гелиопольской Эннеаде богов. В «Текстах пирамид» Геб выступает как воплощение подземного мира и бог Дуата, принимающий участие в суде Осириса над умершими.
Согласно мифу, Геб ссорился со своей женой Нут из-за того, что она каждый день поедала своих детей — небесные светила, а затем вновь рожала их. Шу разъединил супругов, подняв Нут наверх (небо), а Геба оставил в горизонтальном положении (земля).
В мифе о споре Гора с Сетом о праве на престол Осириса Геб возглавлял судей. Наследником Геба был Осирис, от которого трон перешёл к Гору, а преемниками и служителями Гора считались фараоны, то есть, власть фараона рассматривалась восходящей к Гебу.

### Гусь
Имя Геба писали иероглифом утки, хотя она и не была его священной птицей. В одном тексте дочь Геба Исида названа «яйцом утки».
Ряд египтологов (Jan Bergman, Terence Duquesne or Richard H. Wilkinson) считают, что Геб ассоциировался с божественным гусем, который отложил мировое яйцо, из которого вышли солнце и/или мир. Данная теория ошибочна из-за путаницы в имени Геб и названии белолобого гуся, также называемого gb(b), что переводится «хромой, спотыкающийся». Белолобый гусь никогда не использовался как культовый символ или священное животное Геба. Божественный гусь назывался Ngg wr («Великий крикун» в значении «крякать») и всегда изображался нильским гусем, который орнитологически относится к другому виду, и в египетском обозначался smn (копт. smon).